# Erwin Dold
Erwin Dold, född 16 november 1919 i Buchenbach, Landkreis Breisgau-Hochschwarzwald, Baden-Württemberg, död 11 september 2012, var en tysk medlem i NSDAP, fältväbel i Luftwaffe och kommendant i koncentrationslägret Dautmergen.
Som jaktflygare blev Dold 1943 nedskjuten över Krim och kunde sedan inte längre tjänstgöra p.g.a. sina skador. Efter uppehåll på olika lasarett blev han förflyttad till flygbasen Freiburg im Breisgau, varpå han kommenderades till koncentrationslägret Haslach im Kinzigtal och senare (1944) till Dautmergen bei Balingen (Schömberg).
Dold bedrövades av tillståndet i lägren och tog åtgärder för att förbättra hygienen. När han 7 mars 1945 blev kommendant i Dautmergen ansträngde han sig för att skaffa kläder och livsmedel till fångarna och vägrade att utse en exekutionspatrull för en planerad avrättning av 23 sovjetiska officerare. När lägret befriades överlämnade Dold sig till fransmännen och blev fängslad. Den 1 februari 1947 blev han frikänd av den franska militärtribunalen p.g.a. vittnesmål från tidigare fångar. 
2002 blev han hedersmedborgare i hemorten Buchenbach.